# مسابقات جهانی ژیمناستیک هنری ۱۹۰۷
مسابقات جهانی ژیمناستیک هنری ۱۹۰۷ سومین دوره مسابقات جهانی ژیمناستیک هنری است که در شهر پراگ، اتریش-مجارستان در ۳۰ ژوئن ۱۹۰۷ میلادی برگزار شده است.

## جدول مدال‌ها
| رتبه | کشورها | طلا | نقره | برنز | مجموع |
| ۱    | بوهم   | ۴   | ۱    | ۳    | ۸     |
| ۲    | فرانسه | ۲   | ۳    | ۲    | ۷     |
| ۳    | بلژیک  | -   | -    | ۱    | ۱     |